# Elecciones municipales de Puno de 1989
Las elecciones municipales de Puno de 1989 se llevaron a cabo el 12 de noviembre de 1989 para elegir al alcalde y al Concejo Provincial de Puno para el periodo 1990-1992. La elección se celebró simultáneamente con elecciones municipales en todo el país.

## Sistema electoral
La Municipalidad Provincial de Puno es el órgano administrativo y de gobierno de la provincia de Puno. Está compuesta por el alcalde y el Concejo Provincial.
La votación del alcalde y el concejo se realiza en base al sufragio universal, que comprende a todos los ciudadanos nacionales mayores de dieciocho años, empadronados y residentes en la provincia de Puno y en pleno goce de sus derechos políticos, así como a los ciudadanos no nacionales residentes y empadronados en la provincia de Puno.
El Concejo Provincial de Puno está compuesto por 19 regidores elegidos por sufragio directo para un período de tres (3) años, en forma conjunta con la elección del alcalde (quien lo preside) La votación es por lista cerrada y bloqueada. Se asigna a la lista ganadora los escaños según el método d'Hondt o la mitad más uno, lo que más le favorezca. Es elegido como alcalde el candidato que ocupe el primer lugar de la lista que haya obtenido la más alta votación.

## Composición del Concejo Provincial de Puno
La siguiente tabla muestra la composición del Concejo Provincial de Puno antes de las elecciones.
| Partidos | Partidos                                     | Regidores |
| -------- | -------------------------------------------- | --------- |
|          | Partido Aprista Peruano                      | 12        |
|          | Izquierda Unida                              | 6         |
|          | Frente Nacional de Trabajadores y Campesinos | 1         |

## Partidos y candidatos
A continuación se muestra una lista de los principales partidos y alianzas electorales que participaron en las elecciones:
| Candidatura | Candidatura | Partidos y alianzas | Candidatos | Candidatos             | Ideología                                                        | Resultado previo | Resultado previo | Ref. |
| Candidatura | Candidatura | Partidos y alianzas | Candidatos | Candidatos             | Ideología                                                        | Votos (%)        | Reg.             | Ref. |
| ----------- | ----------- | --- | ---------- | ---------------------- | ---------------------------------------------------------------- | ---------------- | ---------------- | ---- |
|             | APRA        | Lista - Partido Aprista Peruano (APRA) |            | Walter Tapia Bueno     | Aprismo                                                          | 57.90%           | 12               |      |
|             | IU          | Lista - Izquierda Unida (IU) – Unión de Izquierda Revolucionaria (UNIR) – Partido Unificado Mariateguista (PUM) – Partido Comunista Peruano (PCP) – Frente Obrero Campesino Estudiantil y Popular (FOCEP) |            | Juan Sotomayor Pérez   | Marxismo-leninismo Mariateguismo Socialismo democrático          | 32.92%           | 6                |      |
|             | ASI         | Lista - Acuerdo Socialista de Izquierda (ASI) – Partido Socialista Revolucionario (PSR) – Partido Comunista Revolucionario (PCR) – Movimiento Socialista Peruano (MSP)                                    |            | Arturo Vásquez Salazar | Mariateguismo Socialismo democrático                             | 32.92%           | 6                |      |
|             | FNTC        | Lista - Frente Nacional de Trabajadores y Campesinos (FNTC) |            | Nicolás Rondón Aza     | Nacionalismo de izquierda Tahuantinsuyismo                       | 5.10%            | 1                |      |
|             | FREDEMO     | Lista - Frente Democrático (FREDEMO) – Acción Popular (AP) – Movimiento Libertad (Libertad) – Partido Popular Cristiano (PPC)                                                                             |            | Alcides Sánchez Ramos  | Liberalismo económico Humanismo cristiano Conservadurismo social | 1.02%            | 0                |      |

## Resultados

### Sumario general
| |                                                     |              |              |              |           |           |
| Partidos y coaliciones                                                                                      | Partidos y coaliciones                              | Voto popular | Voto popular | Voto popular | Regidores | Regidores |
| Partidos y coaliciones                                                                                      | Partidos y coaliciones                              | Votos        | %            | ±pp          | Total     | +/−       |
| | Izquierda Unida (IU)                                | 7,752        | 30.00        | –2.92        | 11        | +5        |
| | Frente Democrático (FREDEMO)1                       | 7,709        | 29.83        | +28.81       | 4         | +4        |
| | Frente Nacional de Trabajadores y Campesinos (FNTC) | 4,215        | 16.31        | +11.21       | 2         | +1        |
| | Acuerdo Socialista de Izquierda (ASI)               | 3,417        | 13.22        | Nuevo        | 1         | +1        |
| | Partido Aprista Peruano (APRA)                      | 2,748        | 10.63        | –46.71       | 1         | –11       |
| |                                                     |              |              |              |           |           |
| Total | Total                                               | 25,841       |              |              | 19        | ±0        |
| |                                                     |              |              |              |           |           |
| Votos válidos                                                                                               | Votos válidos                                       | 25,841       | 65.35        | –15.02       |           |           |
| Votos en blanco                                                                                             | Votos en blanco                                     | 2,848        | 7.20         | +2.89        |           |           |
| Votos nulos                                                                                                 | Votos nulos                                         | 10,856       | 27.45        | +12.14       |           |           |
| Votos emitidos                                                                                              | Votos emitidos                                      | 39,545       | 41.51        | –37.95       |           |           |
| Abstenciones                                                                                                | Abstenciones                                        | 55,718       | 58.49        | +37.95       |           |           |
| Votantes registrados                                                                                        | Votantes registrados                                | 95,263       |              |              |           |           |
| |                                                     |              |              |              |           |           |
| Fuente: |                                                     |              |              |              |           |           |
| Notas al pie: 1 Comparado con los resultados del Partido Popular Cristiano (PPC) en las elecciones de 1986. |                                                     |              |              |              |           |           |
| Notas al pie:                                                                                               |                                                     |              |              |              |           |           |
| 1 Comparado con los resultados del Partido Popular Cristiano (PPC) en las elecciones de 1986.               |                                                     |              |              |              |           |           |

## Elecciones municipales distritales

### Resultados por distrito
La siguiente tabla enumera el control de los distritos de la provincia de Puno. El cambio de mando de una organización política se resalta del color de ese partido.
| Distrito    | Alcalde(sa) titular        | Partido político | Partido político        | Alcalde(sa) electo(a)      | Partido político           | Partido político                |
| ----------- | -------------------------- | ---------------- | ----------------------- | -------------------------- | -------------------------- | ------------------------------- |
| Ácora       | Manuel Gallegos Mendoza    |                  | Partido Aprista Peruano | Sin información disponible | Sin información disponible | Sin información disponible      |
| Amantaní    | Ernesto Callata Quispe     |                  | Partido Aprista Peruano | Toribio Suaña Yanarico     |                            | Izquierda Unida                 |
| Atuncolla   | Fructuoso Vargas Vargas    |                  | Partido Aprista Peruano | Pedro Choque Machaca       |                            | Frente Democrático              |
| Capachica   | Eleuterio Luque Flores     |                  | Partido Aprista Peruano | Santiago Pari Carrera      |                            | Izquierda Unida                 |
| Chucuito    | Teofilo Durán Ortega       |                  | Partido Aprista Peruano | Celso Yucra Mamani         |                            | Acuerdo Socialista de Izquierda |
| Coata       | Emigdio Escobedo Traverso  |                  | Partido Aprista Peruano | Julián Sucasaca Quispe     |                            | Frente Nacional de Trabajadores |
| Huata       | Damián Sánchez Rojo        |                  | Partido Aprista Peruano | Abel Churata Huacani       |                            | Frente Nacional de Trabajadores |
| Mañazo      | Mauro Villasante Fernández |                  | Partido Aprista Peruano | Pedro Alatrista Retamoso   |                            | Frente Democrático              |
| Paucarcolla | Pedro Martínez Carpio      |                  | Partido Aprista Peruano | Domingo Gonzales López     |                            | Acuerdo Socialista de Izquierda |
| Pichacani   | Wenceslao Mamani Quispe    |                  | Partido Aprista Peruano | Pedro Astete Pérez         |                            | Acuerdo Socialista de Izquierda |
| Platería    | Bernabé Ramos Flores       |                  | Partido Aprista Peruano | Felipe Chipana Flores      |                            | Frente Nacional de Trabajadores |
| San Antonio | Leoncio Ticona Álvarez     |                  | Izquierda Unida         | Asunción Ramos Zapana      |                            | Frente Democrático              |
| Tiquillaca  | Ladislao Bedoya Velasco    |                  | Partido Aprista Peruano | Eloy Dueñas Silva          |                            | Izquierda Unida                 |
| Vilque      | Simón Espinoza Vilca       |                  | Partido Aprista Peruano | Sulpicio Pineda Barriga    |                            | Unión y Progreso                |